# Nicholls (Luisiana)

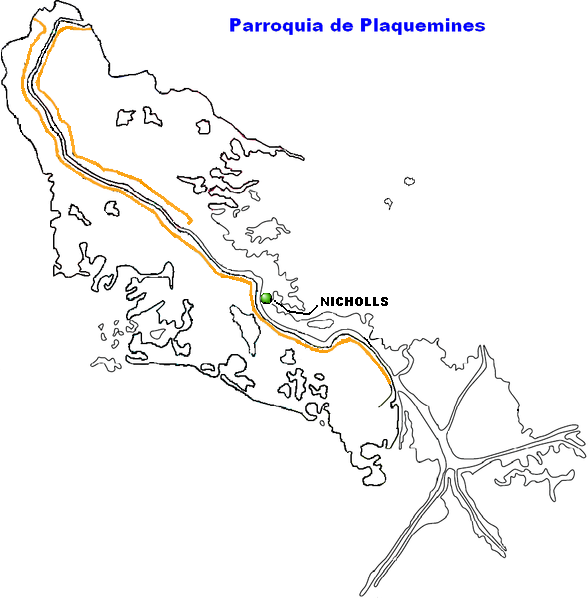
Localización de Nicholls en el mapa de la Parroquia de Plaquemines.

Nicholls es una pequeña localidad ubicada sobre el delta del Misisipi, dentro de la parroquia de Plaquemines, en el estado de Luisiana, Estados Unidos.

## Geografía
El establecimiento de Nicholls se localiza en las siguientes coordenadas a saber: 29°25′25″N 89°35′59″O / 29.42361, -89.59972. Esta comunidad posee sólo 1 metro de elevación sobre el nivel del mar, convirtiéndola una zona proclive a las inundaciones. Su población se compone de menos de doscientos habitantes. Esta localidad se encuentra ubicada a unos setenta y seis kilómetros de Nueva Orleans la principal ciudad de todo el estado, y a 558 kilómetros del aeropuerto internacional más cercano, el (IAH) Houston George Bush Intercontinental Airport.